# Río Llizán
Río Llizán är ett vattendrag i Chile.   Det ligger i regionen Región de Los Lagos, i den södra delen av landet, 700 km söder om huvudstaden Santiago de Chile.
I omgivningen kring Río Llizán växer i huvudsak blandskog. Området är  glesbefolkat, med 11 invånare per kvadratkilometer.